# Aba I
Mar Aba I foi um católico do nestorianismo, considerado Patriarca da Igreja Assíria do Oriente, de 540 a 552.
Ele foi, por nascimento, um zoroastrista, pertencendo ao clã dos Magos. Antes de se converter ao cristianismo, ele assumiu uma importante posição como secretário do governador de uma província da Pérsia.
Sua conversão pode ser considerada uma lenda: ele iria cruzar o rio Tigre em um barco, onde havia um judeu de nome José. Ele ordenou que o judeu saísse do barco, mas o barco não conseguiu cruzar o rio, voltando duas vezes por causa do vento. Então, ele permitiu a presença do judeu, descobrindo depois que José era um cristão. Impressionado pelo milagre, e pela humildade e cortesia de José, ele abdicou de sua posição oficial e foi batizado.
Ele estudou em Nísibis e viajou para Constantinopla entre 525 e 533, se tornando adepto dos ensinamentos de Teodoro de Mopsuéstia. Ele foi nomeado Patriarca em 540.
Ele foi bastante ativo na administração da igreja, fazendo visitas a várias províncias eclesiásticas, que foram bem administradas. Ele acabou com vários abusos, dentre os quais a prática do incesto, um vício persa que vários cristãos estavam copiando.
Mar Aba construiu várias igrejas, dentre as quais as de Ambar e de Karkha, na Babilônia, a de Ormuz no Golfo Pérsico e a igreja nestoriana de Edessa.
No reinado de Cosroes I (531-579), houve uma perseguição aos cristãos da Pérsia, durante a guerra contra os romanos (540-545). Mar Aba foi aprisionado, e foi-lhe oferecida a liberdade, caso ele parasse de fazer novas conversões. Ele recusou, e continuou preso. O tratamento que ele recebeu na prisão acelerou sua morte, ocorrida em 552. Seu sucessor, José (552-557), continuou seu trabalho com quase a mesma eficiência.